# Вакцинація проти COVID-19 у Бельгії
Вакцинація проти COVID-19 у Бельгії — це кампанія масової імунізації населення Бельгії проти COVID-19 під час пандемії коронавірусної хвороби.

## Передумови
За словами федерального віце-прем'єр-міністра і міністр соціальних справ і охорони здоров'я Френка Ванденбрука, вакцинація проти COVID-19 буде проводитися безкоштовно, без обов'язкової вакцинації, але з наміром вакцинувати принаймні 70 % населення Бельгії. Міністр також назвав вакцинацію «важливою для нашого здоров'я, нашого соціального життя та економіки». За його словами, для цього щонайменше 8 мільйонів бельгійців мають бути вакциновані. На основі наукових рекомендацій та громадських дебатів визначено пріоритетні групи вакцинації. Міністр сказав, що здається очевидним, що слід надати пріоритет тим, хто працює в лікарнях і центрах інтернатного типу, люди похилого віку також мають пріоритет, як і у випадку з вакциною проти грипу.
Бельгія підписала 3 контракти, узгоджені Європейською комісією від імені держав-членів ЄС з компаніями на закупівлю вакцин проти COVID-19 в середині листопада 2020 року, проте на той час була така ситуація, що жодна вакцина ще не була схвалена Європейським агентством з лікарських засобів. Це схвалення очікувалося не раніше, ніж на початку 2021 року.
На початковому етапі вакцинальної кампанії уряд Бельгії не надавав особам, які погодилися на вакцинацію, можливість вибору вакцини.
На 7 березня 2021 року в Бельгії було повністю вакциновано менше 3 % населення. Повільність кампанії вакцинації дала можливість опозиції висунути звинувачення уряду, який виправдовувався тим, що це сталось з вини компаній AstraZeneca, Pfizer і Moderna, які затримували доставку вакцини. Також урядом визнавалися інші причини затримки, зокрема значні логістичні помилки та повторювані помилки комп'ютера.

## Залучені організації
Для розробки і впровадження стратегії вакцинації проти COVID-19, та визначення і підтримки заходів для проведення вакцинації, створена робоча група з впровадження стратегії вакцинації проти COVID-19. Ця робоча група складалася з науковців, представників федеральних і державних урядових відомств, антикризових менеджерів, а також представників професійних організацій і технічних робочих груп. Її очолювали професор Дірк Рамекерс та медичний директор Лімбурга Єсса Зікенхейс.

## Перебіг вакцинації
2 грудня 2020 року, прем'єр-міністр Бельгії Александер де Кроо оголосив, що вакцинація розпочнеться 5 січня 2021 р. Міністр охорони здоров'я Фландрії Воутер Беке планував вакцинувати 4 мільйони бельгійців до літа 2021 року. Міністр охорони здоров'я Фландрії Воутер Беке планував вакцинувати 4 мільйони осіб до літа 2021 року. Два мільйони доз вакцин закупили в американського виробника Moderna. Угоди про постачання вакцин також укладено з AstraZeneca, Janssen Pharmaceutica, Pfizer і BioNTech, та CureVac через Європейську комісію.
4 грудня 2020 повідомлено, що цього року компанія «Pfizer» зможе виробити 50 мільйонів замість обіцяних 100 мільйонів доз своєї вакцини Тозінамеран. Це торкнеться, серед інших заводів, заводу в Пюрсі. Цього вистачить для вакцинації 25 мільйонів осіб, оскільки Тозінамеран, як і дві інші вакцини, повинен вводитись двічі. Це не мало вплинути на вакцинацію, заплановану в Бельгії.
На кінець лютого в Бельгії використовувалися 3 вакцини: «Комірнаті» від Pfizer/BioNTech, вакцина Moderna та вакцина AstraZeneca проти COVID-19. Графік вакцинації цими вакцинами включав 2 дози, які вводяться з рекомендованим інтервалом у 21 день («Комірнаті»), 28 днів (Moderna) або 12 тижнів (вакцина AstraZeneca).

### Пріоритетні групи
3 грудня 2020 року було вирішено, що вакцинація в Бельгії буде розділена на 7 етапів:
| Порядок          | Пріоритетна група                                       | Кількість включених (приблизно) | Кількість цільових доз | Прогрес  |
| ---------------- | ------------------------------------------------------- | ------------------------------- | ---------------------- | -------- |
| Січень           |                                                         |                                 |                        |          |
| 1                | Мешканці та персонал будинків відпочинку та догляду     | 424 тисяч                       | до 850 тисяч           | Виконано |
| 2                | Персонал лікарень                                       | 424 тисяч                       | до 850 тисяч           | Виконано |
| Лютий            |                                                         |                                 |                        |          |
| 3                | Медичні працівники безпосереднього контакту з хворими   | 456 тисяч                       | до 920 тисяч           | Виконано |
| 4                | Заклади колективного догляду та інший персонал лікарень | 456 тисяч                       | до 920 тисяч           | Виконано |
| Березень-квітень |                                                         |                                 |                        |          |
| 5                | Усе населення (65+)                                     | 2 мільйони                      | до 4 мільйонів         | Виконано |
| Квітень-травень  |                                                         |                                 |                        |          |
| 6                | Пацієнти з групи ризику (супутні захворювання)          | 1,5 мільйона                    | близько 3 мільйонів    | Виконано |
| 7                | Працівники життєво необхідних галузей                   | Визначається                    | Визначається           | Виконано |
| 8                | Олімпійські та паралімпійські спортсмени                | 121                             | близько 250            | Виконано |
| Червень          |                                                         |                                 |                        |          |
| 9                | Загальне населення (12+)                                | 10 мільйонів                    | близько 20 мільйонів   | Триває   |

### Перші щеплення
Першим фламандцем, який отримав вакцинацію вакцина Pfizer 28 грудня 2020 року став Йос Германс (96 років) у центрі для осіб похилого віку в Пюрсі. У Валлонії першою щепленою стала 102-річна Жозефа Дельмотт. Наприкінці грудня робоча група дала зелене світло символічно розпочати вакцинацію 28 грудня 2020 року проведенням щеплення перших осіб у 3 закладах для осіб похилого віку, відібраних у 3 регіонах. Дійсна вакцинальна кампанія (фаза 1а) розпочалася 5 січня 2021 року.
Вакцинацію в стаціонарних центрах планували завершити до кінця лютого. З березня черга мала дійти до персоналу лікарень та закладів первинної медичної допомоги, а також будинків інвалідів.
Фаза 1b включала вакцинацію пацієнтів групи ризику, зокрема осіб з хронічними захворюваннями та осіб старших 65 років. Ця фаза мала розпочатися в травні, залежно від наявності вакцин.
8 січня 2021 року міністр охорони здоров'я Бельгії Френк Ванденбрук та експерти з компетентної робочої групи парламенту оголосили, що стратегія вакцинації буде прискорена. З кінця січня настане черга медичного персоналу, з березня — осіб старше 65 років та осіб з групи ризику. Решту населення почнуть вакцинувати з червня. Кількість пунктів вакцинації збільшать до 200. Усю вакцинальну кампанію планували завершити до вересня.

#### Перевірки
9 грудня 2020 року міністр внутрішніх справ Аннеліс Верлінден повідомила, що федеральна поліція проведе додаткові перевірки дозволів подорожуючих щодо повернення на наступних вихідних. Вони відбуватимуться в міжнародних аеропортах і на вокзалах, а також на дорогах.

## Центри вакцинації в Бельгії
На початку грудня 2020 року міжміністерська конференція з питань охорони здоров'я ухвалила рішення щодо стратегії, якої слід дотримуватися при проведенні вакцинації проти COVID-19. Антверпенський університет порадив відмовитися від вакцинації лікарів загальної практики через матеріально-технічні проблеми.
Дослідження, проведене транспортними економістами Воутером Девульфом і Роелем Геверсом, пропонує першочергову вакцинацію для персоналу лікарень, медперсоналу та мешканців інтернатних центрів. Вони наголошували на залученні мобільних бригад, які проводитимуть вакцинацію на місці.
Загалом порядок пріоритетних груп визначатиме уряд, оскільки Бельгія буде отримувати вакцини поетапно. Президент асоціації лікарів загальної практики «Domus Medica» Роел Ван Гіл погодився з цим, оскільки завжди існує різниця між інтересами охорони здоров'я та економічними інтересами, і зрештою, це політичне рішення.
Підхід через централізований центр вакцинації для всіх бельгійців або дуже децентралізований підхід через фармацевтів і лікарів загальної практики був відхилений Ван Гілом. Причина полягає в тому, що люди відмовляться від вакцинації через значну кількість поїздок і матеріально-технічних проблем, які виникли б, якби вакцинацію проводили лікарі загальної практики. Крім того, існує проблема збереження вакцин і певної температури їх зберігання, а також адміністративний тягар. Централізація більшості щеплень через 40—70 центрів вакцинації була підтримана президентом асоціації лікарів загальної практики, якщо це буде робиться під координацією лікарів загальної практики. 8 січня 2021 року міністр охорони здоров'я Френк Ванденбрук та експерти з компетентної робочої групи парламенту оголосили, що кількість центрів вакцинації буде збільшено до 200. Висловлено бажання, щоб уся кампанія була завершена у вересні 2021 року. У Фландрії 94 центри вакцинації планувалиь вакцинувати осіб старших 65 років з 1 березня 2021 року.

### Перший центр вакцинації
Військовий госпіталь імені королеви Астрід бельгійської армії в Недер-овер-Гембеку було перетворено на центр вакцинації. Він повинен мати можливість вакцинувати 1000 осіб на день. Збройні сили також надали 10 мобільних бригад вакцинації.

### Фландрія
Протягом січня 2021 року фламандські муніципалітети та уряд Фландрії домовилися про відкриття близько 100 центрів, у тому числі:
- В Антверпені: новозбудований центр у парку «Спор Ост»
- У Генті: «Flanders Expo»
- У Мехелені: «Nekkerhal 14»

Вартість створення центру вакцинації в кожному місті дуже різнилася; для одних органів влади немає значних додаткових витрат (наприклад, якщо місто володіє територією), тоді як інші міста очікували мільйонні витрати на оренду.

## Вакцинація і бельгійці
Згідно з опитуванням 830 бельгійських лікарів загальної практики в листопаді 2020 р, виявилося, що 37 % не мають наміру робити щеплення негайно. Третина з них не рекомендуватиме або навіть радить не робити щеплення своїм пацієнтам. Під час кампанії вакцинації виявилося, що 40 % персоналу стаціонарних відділень у Брюсселі не хотіли вакцинуватися, у Валлонії — чверть персоналу. У Фландрії 6 % населення відмовлялися від вакцинації. Вважалося, що менше бажання франкомовного населення пояснюється більшим рухом проти вакцинації та впливом Франції, де культура вакцинації невисока.

## Вакцинація та відновлення секторів економіки в Бельгії
11 травня 2021 року федеральний уряд та уряди суб'єктів федерації на зустрічі Консультаційного комітету ухвалили рішення щодо великого «літнього» плану. Цей план передбачає повернення до більш нормального життя в чотири етапи. Якщо кількість ліжок, зайнятих у відділеннях інтенсивної терапії хворими на COVID-19, продовжуватиме прямувати до порогу в 500 ліжок і якщо кампанія вакцинації піде за планом, «літній» план буде розгорнуто в чотири основні етапи.
| Включені показники | Орієнтовна дата завершення                        | Цільовий відсоток вакцинованого населення, що відповідає вимогам                                                          | Статус                   |
| --- | ------------------------------------------------- | --- | ------------------------ |
| І фаза |                                                   | |                          |
| - Соціальні контакти: 4 людини на вулиці (крім дітей) - Дистанційна робота: 1 повернення на тиждень - Кафе/ресторан: 5:00 — 23:30 на 4 особи або на сім'ю/столик, 1 хв. 50 хв. між групами - Спорт (непрофесійний): 50 в приміщенні, 100 на вулиці - Події: 200 людей всередині приміщення - Молодіжні заходи та табори: 50 осіб, без ночівлі - Вечірки та прийоми в приміщенні: 50 осіб, згідно з правилами кафе/ресторанів - Культові споруди, весілля та похорони: 100 осіб всередині, 200 осіб на вулиці - Природні парки, парки тварин і парки розваг: також відкриті в приміщенні - Фітнес, кінотеатри, боулінг і сауни: відкриті, з вентиляцією - Ярмарки, розпродажі, барахолки | З 9 червня 2021 року — по час закінчення епідемії | 80 % уразливих людей отримають принаймні одну ін'єкцію. Менше 500 хворих на коронавірус у відділеннях інтенсивної терапії | Активний                 |
| ІІ фаза |                                                   | |                          |
| - Соціальні контакти: Максимум 8 осіб (поза родиною) - Робота: рекомендована дистанційна робота, можливе утворення команди - Кафе/ресторани. 8 осіб за столиком, час закриття 1:00 - Покупки: в масці - Молодіжні табори: 100 осіб, з ночівлею - Будинки відпочинку: Максимум 8 осіб (крім сім'ї), без обмежень при розміщенні > 15 чол. згідно з протоколами - Вечірки та прийоми в приміщенні: Максимум 8 осіб за столиком, час закриття 1:00 - Події: у приміщенні: 2000 осіб, на відкритому повітрі: 2500 осіб - Ярмарки, розпродажі, барахолки та блошині ринки: з носінням маски - Культові споруди, весілля та похорони: 200 осіб всередині, 400 осіб на вулиці                  | 27 червня 2021 року — до закінчення епідемії      | 60 % дорослих отримають принаймні одну ін'єкцію Менше 500 хворих на коронавірус у відділеннях інтенсивної терапії         | Активний                 |
| ІІІ фаза |                                                   | |                          |
| - Події: у приміщенні: 3000 осіб, на відкритому повітрі: 5000 осіб - Ярмарки: дозволено - Вечірки та прийоми в приміщенні: 250 осіб, згідно з правилами для кафе/ресторанів - Молодіжні табори: 200 осіб, з ночівлею | 30 липня 2021 року — до закінчення епідемії       | 70 % дорослих отримають принаймні одну ін'єкцію Менше 500 хворих на коронавірус у відділеннях інтенсивної терапії         | Активний                 |
| ІV фаза |                                                   | |                          |
| - Події: у приміщенні: уточнюється, на вулиці: уточнюється - Масові заходи: дозволено - Молодіжні табори: без обмежень - Культові споруди, весілля та похорони: без обмежень - Вечірки та прийоми в приміщенні: без обмежень - Ярмарки, розпродажі, барахолки та блошині ринки: без обмежень | 1 вересня 2021 року — до закінчення епідемії      | 70 % дорослих повністю вакциновані Менше 500 хворих на коронавірус у відділеннях інтенсивної терапії                      | Активний (крім Брюсселя) |